# 新安府 (阮朝)
新安府（越南语：／）是越南阮朝時期的一個府，主要位於今天胡志明市和隆安省。
明命十三年（1832年），藩安鎮改制為藩安省，同時增設新安府，以新平府順安縣和福祿縣改隸新安府。
明命十八年（1837年），順安縣更名為久安縣。
紹治元年（1841年），新平府析置新盛縣，改隸新置和盛府。
嗣德五年（1852年），和盛府併入新安府，新安府領縣四：福祿縣、久安縣、新盛縣和新和縣。
嗣德十一年（1858年），法軍進攻嘉定省。
嗣德十六年（1863年），越法簽訂《第一次西貢條約》，正式割讓嘉定省。新安府併入法屬交趾支那殖民地。